# Colleville
Colleville és un municipi francès situat al departament del Sena Marítim i a la regió de Normandia. L'any 2007 tenia 692 habitants.

## Demografia

### Població
El 2007 la població de fet de Colleville era de 692 persones. Hi havia 270 famílies de les quals 61 eren unipersonals (19 homes vivint sols i 42 dones vivint soles), 91 parelles sense fills, 110 parelles amb fills i 8 famílies monoparentals amb fills.
La població ha evolucionat segons el següent gràfic:
Habitants censats

### Habitatges
El 2007 hi havia 308 habitatges, 278 eren l'habitatge principal de la família, 21 eren segones residències i 9 estaven desocupats. 296 eren cases i 12 eren apartaments. Dels 278 habitatges principals, 221 estaven ocupats pels seus propietaris, 56 estaven llogats i ocupats pels llogaters i 1 estava cedit a títol gratuït; 1 tenia una cambra, 20 en tenien dues, 28 en tenien tres, 81 en tenien quatre i 148 en tenien cinc o més. 205 habitatges disposaven pel capbaix d'una plaça de pàrquing. A 119 habitatges hi havia un automòbil i a 135 n'hi havia dos o més.

### Piràmide de població
La piràmide de població per edats i sexe el 2009 era:
| Homes | Edats   | Dones |
| ----- | ------- | ----- |
| 0     | 95 o +  | 0     |
| 0     | 90 a 94 | 0     |
| 4     | 85 a 89 | 4     |
| 8     | 80 a 84 | 4     |
| 4     | 75 a 79 | 12    |
| 4     | 70 a 74 | 4     |
| 12    | 65 a 69 | 8     |
| 12    | 60 a 64 | 16    |
| 36    | 55 a 59 | 32    |
| 32    | 50 a 54 | 32    |
| 16    | 45 a 49 | 24    |
| 28    | 40 a 44 | 28    |
| 24    | 35 a 39 | 24    |
| 32    | 30 a 34 | 44    |
| 32    | 25 a 29 | 16    |
| 12    | 20 a 24 | 16    |
| 28    | 15 a 19 | 32    |
| 20    | 10 a 14 | 20    |
| 24    | 5 a 9   | 20    |
| 36    | 0 a 4   | 12    |

## Economia
El 2007 la població en edat de treballar era de 469 persones, 338 eren actives i 131 eren inactives. De les 338 persones actives 308 estaven ocupades (168 homes i 140 dones) i 30 estaven aturades (13 homes i 17 dones). De les 131 persones inactives 62 estaven jubilades, 25 estaven estudiant i 44 estaven classificades com a «altres inactius».

### Ingressos
El 2009 a Colleville hi havia 290 unitats fiscals que integraven 728,5 persones, la mediana anual d'ingressos fiscals per persona era de 18.484 €.

### Activitats econòmiques
Dels 29 establiments que hi havia el 2007, 1 era d'una empresa de fabricació de material elèctric, 9 d'empreses de construcció, 7 d'empreses de comerç i reparació d'automòbils, 1 d'una empresa de transport, 3 d'empreses d'hostatgeria i restauració, 1 d'una empresa d'informació i comunicació, 1 d'una empresa financera, 2 d'empreses immobiliàries, 2 d'empreses de serveis i 2 d'empreses classificades com a «altres activitats de serveis».
Dels 8 establiments de servei als particulars que hi havia el 2009, 1 era un paleta, 1 guixaire pintor, 2 fusteries, 2 lampisteries, 1 electricista i 1 empresa de construcció.
Dels 2 establiments comercials que hi havia el 2009, 1 era una botiga de roba i 1 una botiga d'electrodomèstics.
L'any 2000 a Colleville hi havia 9 explotacions agrícoles que ocupaven un total de 186 hectàrees.

## Equipaments sanitaris i escolars
El 2009 hi havia una escola elemental.

## Poblacions més properes
El següent diagrama mostra les poblacions més properes.